# جان فان ديجيك
جان فان ديجيك (بالهولندية: Jan van Dijk)‏ هو عالم اجتماع هولندي، ولد في 1952.

## وصلات خارجية
- الموقع الرسمي